# Método chakravala
Em matemática e mais especificamente em aritmética, o Método chakravala (em sânscrito:  चक्रवाल विधि), é um algoritmo cíclico para resolver equações quadráticas indeterminadas, incluindo a equação de Pell-Fermat.
Esta equação é um exemplo de uma equação diofantina, ou seja, com coeficientes inteiros e cujas soluções inteiras são procuradas. Mais precisamente, é a equação
onde n é um inteiro natural não quadrado.
É comumente atribuído a Bhāskara Akaria (c. 1114 – 1185 EC) embora alguns o atribuam a Jayadeva (c. 950 ~ 1000 EC). Jayadeva apontou que a abordagem de Brahmagupta para resolver equações desse tipo poderia ser generalizada, e ele então descreveu esse método geral, que foi posteriormente refinado por Bhāskara Akaria em seu tratado Bijaganita. Ele o chamou de método Chakravala (chakra que significa "roda" em sânscrito, uma referência à natureza cíclica do algoritmo).
Selenius o avalia por: "O método representa um algoritmo de melhor aproximação de comprimento mínimo que, devido a várias propriedades de minimização, produz automaticamente […], de forma barata […] e evitando grandes números, menores soluções da equação […] O método chakravāla precedeu os métodos europeus por mais de mil anos. Mas nenhuma conquista européia em todo o campo da álgebra , muito depois de Bhāskara […], igualou a maravilhosa complexidade e engenhosidade de chakravāla".
Na verdade, foi só no Século XVII  que os europeus, que desconheciam o trabalho dos matemáticos indianos, descobriram algoritmos – menos eficientes – para resolver o mesmo problema. Por isso, Hermann Hankel diz que o método chakravala é "a melhor coisa alcançada na teoria dos números antes de Lagrange."
Este método também é conhecido como método cíclico e contém traços de indução matemática.